# Trận Carrhae
Trận Carrhae xảy ra gần thị trấn Carrhae năm 53 TCN, là một chiến thắng quyết định cho Spahbod (tướng) Surena của người Parthava trước quân xâm lược La Mã dưới sự chỉ huy của Marcus Licinius Crassus, người đã bị giết sau đó. Bất chấp một lực lượng kẻ địch đông đảo hơn, kỵ binh Parthava giỏi chiến thuật hơn quân La Mã, vốn gồm đông đảo bộ binh nặng, đã tiêu diệt và bắt sống gần hết quân La Mã. Đó là trận chiến đầu tiên trong số rất nhiều trận đánh giữa đế chế Parthava và người La Mã và là một trong những thất bại nặng nề nhất trong lịch sử La Mã.
Crassus, một thành viên của chế độ tam hùng lần I và là người giàu nhất La Mã, đã bị cám dỗ bởi những vinh quang tưởng tượng trong chiến tranh và sự giàu có đã xâm lược Parthava mà không có sự cho phép của nghị viện La Mã. Từ chối lời mời từ vua Armenia, Artavasdes II xâm lược Parthava qua Armenia, Crassus hành quân trực tiếp băng qua sa mạc của Lưỡng Hà. Đội quân của ông đã chạm trán với quân của thống chế Surena gần thị trấn Carrhae, ngày nay là Harran. Tuy ít hơn rất nhiều, kị binh của Surena đã tiêu diệt và bắt sống gần như toàn bộ quân La Mã. Crassus đã bị giết khi các cuộc đàm phán đình chiến chuyển thành bạo lực. Cái chết của ông đã dẫn đến sự kết thúc của chế độ tam hùng lần I và bắt đầu cuộc nội chiến giữa Caesar và Pompey.

## Bối cảnh chính trị ở Roma
Cuộc chiến với Parthia là kết quả của cuộc bàn bạc chính trị có lợi giữa Crassus, Pompeius Magnus, và Julius Caesar - còn gọi là chế độ tam hùng lần thứ nhất- Trong tháng ba và tháng 4 năm 56 TCN, cuộc họp đã được tổ chức tại Ravenna và Luca, thuộc tỉnh Cisalpine Gaul của Ceasar, để củng cố lại liên minh đã suy yếu được thành lập 4 năm trước. Đã có sự đồng ý của chế độ tam hùng về việc sắp xếp để đưa những người ủng hộ và sử dụng tiềm lực về kinh tế và quân sự của họ nhằm đảm bảo một pháp luật cho phép kéo dài quyền chỉ huy Gallic của Caesar và tác động tới cuộc bầu cử sắp tới vào năm 55 trước Công nguyên, với mục tiêu là chức chấp chính quan chung thứ hai cho Crassus và Pompeius. Những nhà lãnh đạo của chế độ tam hùng đã tập trung vào việc mở rộng quyền lực của phe họ thông qua các các cách truyền thống: chỉ huy quân đội, đưa các đồng minh chính trị lên nắm giữ các chức vụ, và thông qua pháp luật để thúc đẩy lợi ích của họ. Áp lực dưới các hình thức khác nhau đã đem đến kết quả cho cuộc bầu cử: tiền bạc, ảnh hưởng thông qua sự bảo trợ và tình bạn, và lực lượng hàng ngàn chiến binh mang về từ Gaul bởi Publius, con trai của Crassus. 

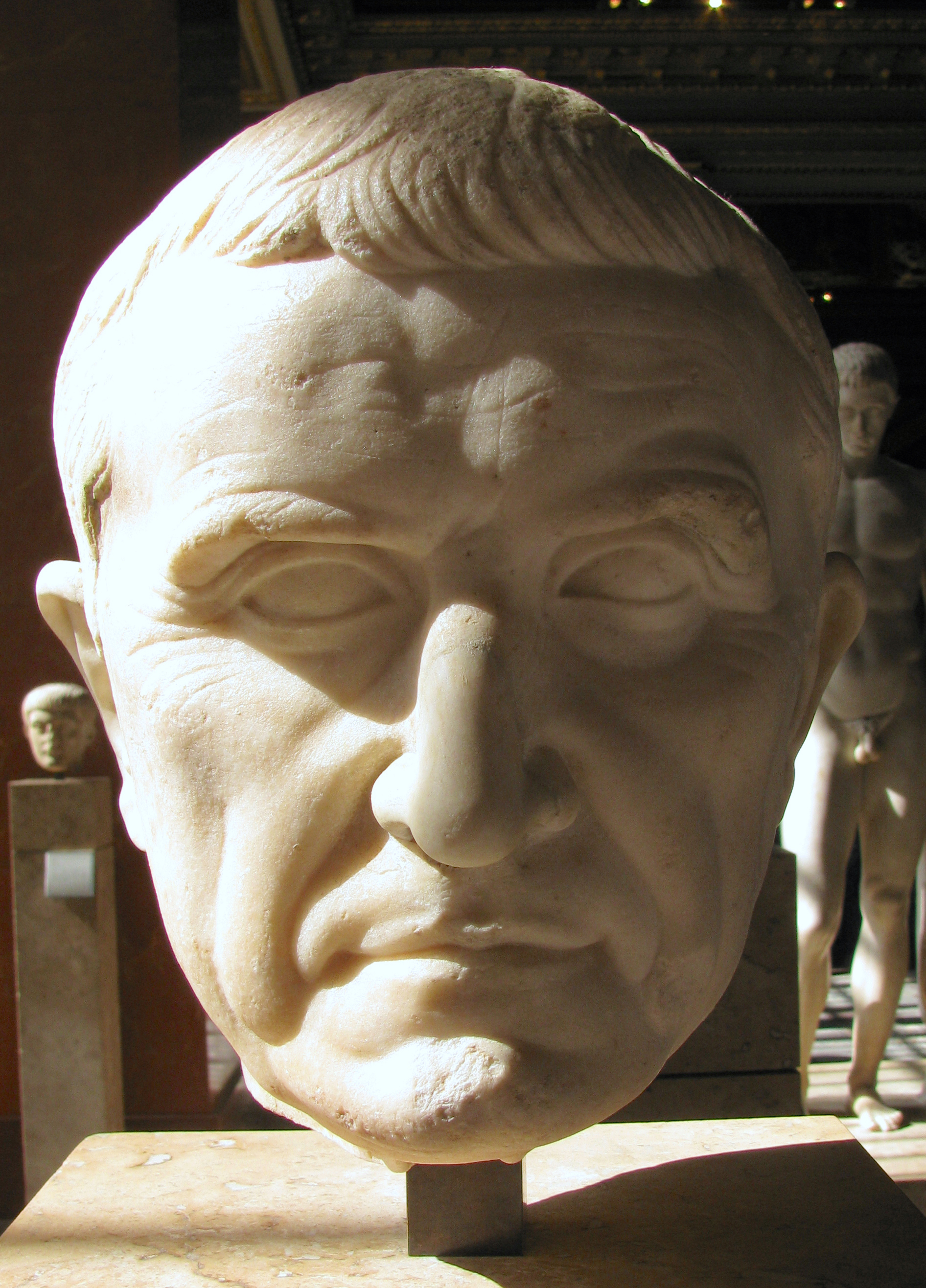
Marcus Licinius Crassus.

Lúc này Marcus Crassus khoảng sáu mươi tuổi, ông có vấn đề về tai khi ông bắt tay vào cuộc xâm lược Parthia. Tham lam thường được coi là nguyên nhấn chính trong các nguồn cổ đại, đặc biệt là người viết tiểu sử cho ông,Plutarch, trở thành động cơ chính của ông để đi đến chiến tranh. Sử gia về Roma, Erich Gruen tin rằng mục đích của Crassus là để làm giàu thêm ngân quỹ công cộng, vì sự giàu có cá nhân không phải những gì Crassus thiếu nhất. Các sử gia hiện đại khác có xu hướng cho rằng sự ghen tị và sự cạnh tranh như là động lực của ông, kể từ khi Crassus bị phai mờ dần danh tiếng quân sự so với của Pompeius, và sau năm năm chiến tranh ở Gaul, của Caesar. Thành tích quân sự chính của ông là đánh bại Spartacus gần 20 năm trước đó và trước đó ông chỉ có một vài hoạt động quân sự không đáng kể, mà nổi bật nhất là trận cửa ải Colline. Plutarch ghi chú  rằng Caesar đã viết thư cho Crassus từ Gaul, ủng hộ các kế hoạch xâm lược Parthia - một dấu hiệu cho thấy ông coi chiến dịch quân sự của Crassus như bổ sung và không chỉ đơn thuần cạnh tranh sự ảnh hưởng với ông. Một yếu tố khác trong quyết định của Crassus xâm lược Parthia là sự dễ dàng dự kiến của chiến dịch. Các quân đoàn La Mã đã dễ dàng nghiền nát một số lượng lớn quân đội của các cường quốc phía đông như Pontus và Armenia, và dự kiến Parthia sẽ là một mục tiêu dễ dàng.
Tuy nhiên, Cicero đã đưa thêm một yếu tố bổ sung: tham vọng cho tài năng của Publius Crassus, người đã chỉ huy các chiến dịch thành công ở Gaul dưới quyền Caesar. Khi trở về đến Roma, Publius đã từng bước thiết lập sự nghiệp chính trị của ông. Nguồn La Mã xem trận Carrhae không chỉ là một tai họa cho Roma và một kỷ lục nhục nhã của Marcus Crassus, nhưng bi kịch của Publius Crassus đã cắt ngắn một sự nghiệp đầy hứa hẹn 
Một số người La Mã phản đối cuộc chiến chống Parthia. Cicero gọi đó là một cuộc chiến tranh nulla causa ("không có sự biện minh"), trên cơ sở rằng Parthia đã có một hiệp ước với Roma.
Bất chấp sự phản đối và điềm báo thảm khốc, Marcus Crassus rời Roma vào ngày 14 tháng 11, năm 55 trước Công nguyên. Publius Crassus tham gia cùng ông ở Syria trong mùa đông năm 54-53 trước Công nguyên, mang theo một ngàn kỵ binh Celt từ Gaul, những người vẫn trung thành với vị tướng trẻ cho đến khi chết.

## Chuẩn bị cho cuộc chiến
Crassus đến Syria vào cuối năm 55 TCN và ngay lập tức ông ta sử dụng khối tài sản to lớn của mình để xây dựng một đội quân. Ông tập hợp một lực lượng khoảng 35.000 bộ binh nặng, 4.000 bộ binh nhẹ và 4.000 kỵ binh, trong đó có 1.000 kỵ binh xứ Gallic mà Publius đã mang theo cùng với ông ta. Với sự trợ giúp của các thành thị Hy Lạp ở Syria và hỗ trợ từ Artavasdes, vua của Armenia, Crassus hành quân tới Parthia. Artavasdes khuyên ông ta nên có một lộ trình thông qua Armenia để tránh sa mạc và đề nghị tiếp viện thêm một lực lượng gồm 16.000 kỵ binh và 30.000 bộ binh. Crassus đã từ chối lời đề nghị và quyết định dùng những tuyến đường trực tiếp thông qua Mesopotamia, và chiếm lấy các thành phố lớn trong khu vực. Đáp lại, vị vua Parthia Orodes II đã chia quân đội của ông và ông lấy hầu hết các binh sĩ, chủ yếu là lính cung thủ với một lượng nhỏ kỵ binh, để trừng phạt những người Armenia và gửi phần còn lại của quân đội của ông, 9.000 kị binh bắn cung và 1.000 cataphract dưới quyền của tướng Surena, để do thám và quấy rối quân đội của Crassus. Orodes đã không dự đoán rằng lực lượng của Surena ít hơn với tỉ lệ 3-1-sẽ có thể đánh bại Crassus, và chỉ muốn trì hoãn ông.
Crassus nhận được sự dẫn đường của Ariamnes một tù trưởng Ả Rập, người trước đó đã trợ giúp Pompey trong các chiến dịch phía đông của ông. Crassus cho rằng Ariamnes đáng tin cậy. Nhưng Ariamnes đã bị mua chuộc bởi người Parthia. Ông thúc giục Crassus tấn công ngay lúc này, và nói rằng người Parthian đang suy yếu và vô tổ chức. Ông ta sau đó đã dẫn đội quân của Crassus tới nới hoang vắng nhất của sa mạc, cách xa nguồn nước. Crassus sau đó nhận được lời nhắn từ Artavasdes, tuyên bố rằng quân đội chủ lực của Parthia đang ở Armenia và xin ông giúp đỡ. Crassus bỏ qua lời nhắn và tiếp tục tiến quân vào Lưỡng Hà. Ông gặp quân đội của Surena gần thị trấn Carrhae.

## Diễn biến

### Trận đánh ban đầu
Ban đầu quân La Mã chuẩn bị tiến vào cuộc đụng độ với hàng ngũ trải rộng nhưng sau đó Crassus ra lệnh dồn đội hình thành những cụm khối vuông khi vượt con sông Balissus (Balikh). Ông ta cũng đi ngược lại ý kiến của các sĩ quan, quyết định không hạ trại gần nguồn nước mà thúc quân lính băng nhanh qua nhánh sông với đằng xa kia thấp thoáng quân tiên phong Parthia. Sức mạnh trong đội hình chính lúc đầu được Suren giấu kín, nhưng rồi sét như đánh ngang tai người La Mã khi họ trông thấy kị binh hạng nặng của nhóm quân chỉ huy Parthia để lộ bộ giáp sáng bọc từ người đến ngựa và ánh mặt trời đang lấp lánh trên chiếc mũ kim loại của họ. Cuộc tấn công đầu tiên đến từ các thương kị bọc giáp của nhóm chỉ huy, dẫn đầu là thân hình cao to của tướng Suren trên yên ngựa. Khi thấy hàng ngũ của các binh đoàn La Mã không suy suyển, các kị thủ bắt đầu công việc bắn cung của họ mà sau đó trông giống một cuộc tàn sát hơn là một trận đánh.

### Kế nghi binh
Như thường lệ, quân La Mã cố gắng chạy chữa điểm yếu của mình bằng việc kết hợp bộ binh nhẹ với kị sĩ xứ Gaul. Nhưng phương thức tạm thời này không có lợi khi họ đang phải chống lại đội kị binh tốt nhất thế giới. Các binh đoàn sớm bị áp đảo và bao vây, vì vậy Carssus buộc phải điều động con trai là Publius - đang chỉ huy một trong các cánh quân ngay lập tức dồn sức tấn công để nghi binh.
Publius dẫn đầu một cuộc tấn công với 1300 kị binh, 500 cung thủ và 8 đại đội bộ binh (10 đại đội hợp thành 1 binh đoàn_Gladius chú giải), tổng cộng khoảng 4,000 quân. Lúc này người Parthia cho rút lui phía trước quân của Publius nhưng khi các nhóm quân này bắt đầu rượt theo thì họ bị giãn đội hình đến rời rạc và bị bao vây trở lại, họ tìm cách kháng cự nhưng rồi rút lại dưới làn mưa tên. Cuộc tấn công của các thương kị khiến quân La Mã co cụm sát nhau lại và cũng dần tự dập tắt cơ hội chạy thoát thân. Mặc dù nhiều lính Gaul chộp lấy thương của các thương kị Parthia, tìm cách kéo ngã người cưỡi và chạy vòng dưới ngựa của kẻ thù để đâm vào bụng họ nhưng đó trông không hơn gì phương thức của những con người tuyệt vọng. Publius sớm bị loại khỏi vòng chiến và lực lượng còn lại của anh ta dồn đống lại kháng cự đến hơi thở cuối cùng. Vị chỉ huy trẻ người non dạ này đã nhờ người cầm giáp cho anh ta kết liễu mạng sống giúp mình, 500 tàn quân sống sót của Publius bị bắt làm nô lệ.
Trận nghi binh khốn khổ tạm thời làm giảm áp lực lên lực lượng chính của quân La Mã, nhưng mức độ thảm họa đối với họ đã trở nên rõ nét khi các kị binh Parthia quay về cùng với chiếc đầu của Publius treo nơi đầu giáo. Thế là đội hình chính phải cố thủ hết sức có thể suốt thời gian còn lại trong ngày dưới bụi mưa tên không ngớt lao vào.

### Cuộc tháo chạy
Khi trời đã trở tối và các kị thủ Parthia không thể nhìn rõ đường bắn, họ tạm thời lui quân, để lại cho những người lính La Mã một đêm dài u uất, đau đớn vì thương tích sau trận đánh và lo liệu trước cuộc tiêu diệt cuối cùng vào sáng hôm sau. Trong khi Crassus đã hoàn toàn suy sụp trong khổ đau và tuyệt vọng thì hai cấp dưới của ông ta là Octavian và Cassius hèn nhát biết được lối thoát duy nhất của họ khỏi "ngày hôm sau" là rời khỏi đây ngay "tối hôm nay" và tìm nơi nương náu đằng tường thành của Carrhae. Họ lặng lẽ trốn khỏi trại quân trong đêm nhưng những người có thể đi được làm chậm bước chân họ và phần đông quân bị bỏ rơi đã đánh động cả trại bằng những tiếng gào khóc. Việc tháo quân lộn xộn trong đêm khiến quân đoàn La Mã rơi vào cảnh hỗn loạn. Một toán kị binh kịp đến được Carrhae lúc nửa đêm và cảnh báo viên chỉ huy chốt gác Coponius ở đó rằng Crassus sẽ chịu một cuộc đại chiến với quân Parthia trước khi thật sự rút quân qua sông Eupharates trở lại phương Tây. Trong khi đó, một đoàn tháo chạy khác gồm 2,000 quân dưới sự điều khiển của sĩ quan Vargunlius thì lạc đường trong đêm và bị nhóm quân Parthia đóng trại trên đồi bắt được, chỉ 20 người trong số đó thật sự thoát thân. Tại Carrhae, Coponius ngờ trước một tai họa tồi tệ nên đã ban lệnh nhập ngũ rồi dẫn số quân mới ra dẫn đường cho quân của Crassus vào trú trong thành phố.

### Trận đánh cuối cùng
Bản thân Carrhae đã không đủ sức trụ qua một cuộc vây hãm dài, cả việc trông mong vào đợt tiếp viện từ bên ngoài cũng là không thể vì Crassus đã để toàn bộ lực lượng mạnh của ông ta lại tận miền Đông La Mã. Vị chỉ huy quyết định đột kích vòng vây ra ngoài vào đêm thứ hai để lưu chuyển quân đến nơi trú ngụ an toàn hơn trên các ngọn đồi nước đồng minh Armenia. Nhưng một lần nữa, Crassus theo sự chỉ dẫn của một người theo phe Parthia mà ông ta không biết là Andromachus, người mà sau này thật sự được tưởng thưởng vì đã có công đuổi người La Mã khỏi Carrhae. Người ta kể lại rằng Andromachus đã dụ dẫn quân La Mã đi sai đường trong đêm nên khi rạng đông thì họ cách đích đến hơn 1 dặm. Trong khi đó, quan xuất nạp Cassius cùng 500 người ngựa bỏ chạy khỏi Carrhae đến nơi an toàn ở Syria bằng một con đường khác; còn sĩ quan Octavius theo một số chỉ dẫn đáng tin đến lánh nạn trên núi. Vào tảng sáng, quân của Crassus chiếm giữ được mỏm núi nối bởi một ngọn đồi với rặng núi chính. Khi Crassus bị tấn công, Octavius lại lật đật xuống hỗ trợ vị chỉ huy. Lúc này, Suren đi ngựa tiến lên phía trước cho phép thương lượng hòa bình và sẽ tha mạng cho quân La Mã. Không rõ là Crassus đã chấp nhận lời đề nghị này một cách tình nguyện hay chịu áp lực từ những quân sĩ đang khốn đốn của ông ta, chỉ biết rằng Crassus và Octavius đã chịu cùng một nhóm nhỏ đến gặp người Parthia. Họ đỡ Crassus khỏi lưng ngựa, ra hiệu dẫn ông ta đi điều đình nhưng Octavius nghi ngờ nhầm đó là trò gian trá nên chộp lấy dây cương ngựa và rút kiếm ra cho trận ẩu đả. Hỗn chiến diễn ra giữa hai bên, tất cả quân La Mã trong nhóm điều đình bị tàn sát, nhóm quân mất tướng còn lại đều đầu hàng hoặc bị đánh tan với rất ít người trốn thoát.

## Kết cục
Như vậy, 20,000 quân viễn chinh bị giết, 10,000 bị bắt và bị đày đi lao động nặng nhọc ở Margiana xa xôi. Cuối cùng, chiến dịch Carrhae của La Mã đã kết thúc một cách đầy thảm họa, con sông Eupharates thì vẫn ngang nhiên đứng đó và trở thành ranh giới chắc chắn ngăn cách vùng đất giữa hai đế chế La Mã và Parthia.
Mặc dù đã khiến cho La Mã thất bại thảm hại nhưng người Parthia không hề dốc chút nỗ lực nào để xâm chiếm nước này. Sau trận Carrhae, người La Mã đã học cách sử dụng kị binh như thế nào từ người Parthia, cũng như người Parthia đầu tiên đến cao nguyên giới thiệu cải cách đó cho người Syria gần 1,000 năm trước.
Những chiến công của Suren vĩ đại đã tác động đến sự ghen tị nhỏ nhen của quân vương và ông bị xử tử không lâu sau trận Carrhae. Sau này, Iran không thể sản sinh được vị tướng nào tài giỏi hơn nữa và cũng vì điều đó mà khoảng cách và mối hiềm khích giữa hai dòng họ nhà Suren-Pahlav và dòng họ thống trị Ashkan càng thêm gia tăng. Kết quả là nhà Suren-Pahlav đã giúp đỡ Ardeshir I - vua của các vì vua - nhà Sasan người Ba Tư lật đổ vương triều của Ashkan.